# Купецька синагога (Київ)
Купецька синагога — синагога юдейська, заснована у 1899 році в Києві. У радянський час була закрита; будівлю капітально перебудовано під кінотеатр «Кінопанорама».

## Історія будівлі

### Історія синагоги
Будівля синагоги була збудована в 1898—1899 роках по вулиці Малій Васильківській 19  (нині Шота Руставелі), на кошти власника земельної ділянки — цукрозаводчика Лева Бродського. Зовнішнє оформлення, згідно з проєктом архітектора Володимира Ніколаєва, було витримано в так званому «цегляному стилі». Синагога була відома як «Купецька молитовня», «Купецька синагога». Аж до революції будинок формально вважався приватною власністю Лева Бродського, безплатно наданою для потреб юдейської громади.
У 1920-х та на початку 1930-х років синагога залишалася чинною; з урахуванням радянських ідейних пріоритетів її перейменували в «Ремісничу». До 1925 р. в ній служив рабин Вайсблат Нухим. Збереглися спогади сучасника про її стан у той час: «Купецька синагога була дуже красива. Знизу був невеликий „штибл“ (кімнатка), а вгорі молилися багатії, хасиди, вчені в Торі. Там молився кантор з хором — хазан Кромського, він брав у свій хор також і дівчат. Тому всі „ерлехе ідн“ (більш релігійні, ніж інші) перейшли у нижню кімнату („штибл“) — молитися і вчитися там».
У 1932 році Всеукраїнська ЦВК ухвалила підтримати пропозицію Київської міськради про закриття Ремісничої синагоги, попри наполегливі прохання сотень вірян зберегти її. Фактично богослужіння тут припинилися у 1933-му. Після цього молитовний зал був перетворений в спортзал, яким користувався технікум фізкультури.

### Подальша доля будівлі
У повоєнні роки будівля, що порівняно непогано збереглася, була надана клубу поліграфістів. Але в 1957—1958 роках була проведена реконструкція колишньої синагоги під кінотеатр зі значним розширенням будівлі та повною зміною фасаду (архітектори Ст. Ладний, Р. Кульчицький). На місці колишнього молитовного залу був влаштований глядацький зал на 540 місць; у тилу з трьох сторін зроблена триповерхова цегляна прибудова для службових і технічних приміщень. Кінотеатр був названий «Кінопанорама» (у 1982—1991 роках мав назву «Комунар»). Він став першим в СРСР панорамним кінотеатром (тобто з проєкцією на панорамний, увігнутий екран).
Після указу президента України Леоніда Кравчука про повернення вірянам культових споруд юдейська громада "Хабад" робила неодноразові спроби повернути будівлі сакральний статус. Але ці спроби не увінчалися успіхом. За словами представника громади Давида Мільмана: «протягом кількох років ми звертаємося в Київську міську державну адміністрацію з проханнями повернути його вірянам, але отримуємо відписки». Відмову мотивують, як правило, тим, що колишня синагога становить лише частину обсягу будівлі кінотеатру, а її відокремлене функціонування не є можливим.